# Боднар, Екатерина Филимоновна
Екатерина Филимоновна Боднар (род. 7 декабря 1932 года в Непоротово) — советский и украинский библиотековед, Заслуженный работник культуры Украины (2007).

## Биография
Родилась 7 декабря 1937 года в селе Непоротово, Хотинский уезд, Бессарабия. Училась в украинской и румынской школах. В 1952 году окончила Черновицкий культурообразовательный техникум, затем — Киевский университет культуры.
Работала в сокирянской районной библиотеке. В 1963—1967 годах — в черновицких библиотеках: областной детской, городской № 3. В 1968—1970 годах — в кицманской районной библиотеке, в 1971—1974 годах — методист вижницкой районной библиотеки, затем до 1982 года работала её директором. В 1975 году организовывала и проводила централизацию библиотечной системы Вижницкого района. Министерство культуры Украины одобрило эффективность централизации вижницкой библиотечной системы. Изучать опыт приезжали из Ивано-Франковской, Тернопольской областей, из Киева, а также Молдавии, России, Румынии, Канады. В 1982—1992 годах была заместителем директора Черновицкой областной универсальной научной библиотеки имени Михаила Ивасюка. После выхода на пенсию была приглашена на должность заведующего сектором депозитарного хранения ценных и редких книг. С 2003 года возглавляла отдел хранения основного фонда.